# Sagittalebene

Körperebenen im Raum: Sagittalebene (rot), Frontalebene (blau) und Transversalebene (grün)

Als Sagittalebene (Planum sagittale, von lateinisch sagitta ‚Pfeil‘) wird in der Anatomie eine Ebene bezeichnet, die sich von oben nach unten wie von hinten nach vorne erstreckt. Eine Sagittalebene teilt einen Körper in einen rechten und einen linken Anteil. Ein Schnitt in dieser Ebene heißt Sagittalschnitt. Die seitliche Ansicht eines Körpers, dessen Seitenprofil, ist bei einem Blick im rechten Winkel (orthogonal) zur Sagittalebene von rechts oder links zu sehen.
Die Sagittalebene durch die Körpermitte ist die Medianebene, sie teilt den Körper in eine rechte und eine linke Hälfte; in der nebenstehenden Abbildung wird diese spezielle Ebene als rote Fläche gezeigt. Ein Schnitt in dieser Ebene heißt Medianschnitt, in einer hierzu leicht versetzten Sagittalebene Paramedianschnitt. Eine Lage in der Medianebene heißt median, die Richtung dahin medial. Die Medianebene spielt auch als Bezugsebene außerhalb des Körpers eine Rolle, so etwa in der Akustik menschlichen Hörens (→ Blauertsche Bänder).

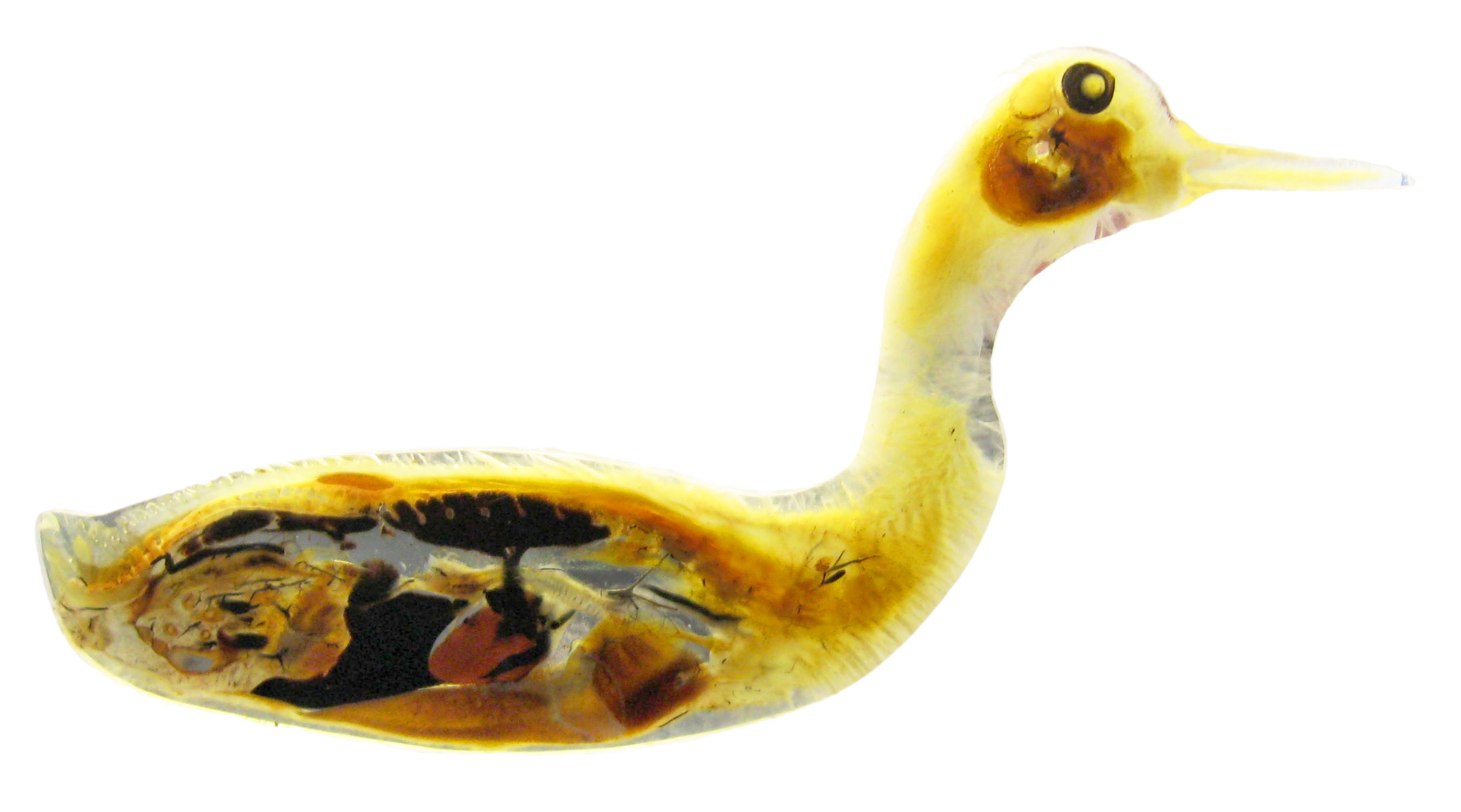
Mikrotomschnitt eines Vogels in einer Sagittalebene (Paramedianschnitt)

Das Adjektiv sagittal entspricht der Bedeutung „von vorne nach hinten verlaufend“. Der anatomische Begriff „sagittal“ wurde von Gerhard von Cremona geprägt. In sagittaler Richtung betrachtet erscheint eine Sagittalebene als Linie. Mögliche Bewegungen innerhalb einer Sagittalebene können nach vorn oder hinten und nach oben oder unten erfolgen.
Als Medianlinie (Linea mediana) bezeichnet man jede gedachte Linie, die auf der medianen Sagittalebene des Körpers liegt, insbesondere die Linie, in der die Medianebene die Oberfläche des Körpers schneidet. Auf Sagittalebenen, die zur Medianebene parallel liegen, verlaufen als Paramedianlinien unter anderem die Sternallinien (entlang der Ränder des Brustbeins), die Medioklavikularlinien (durch die Mitte der Schlüsselbeine), die Scapularlinie (durch die Schulterblätter) und die Paravertebrallinie (neben der Wirbelsäule).

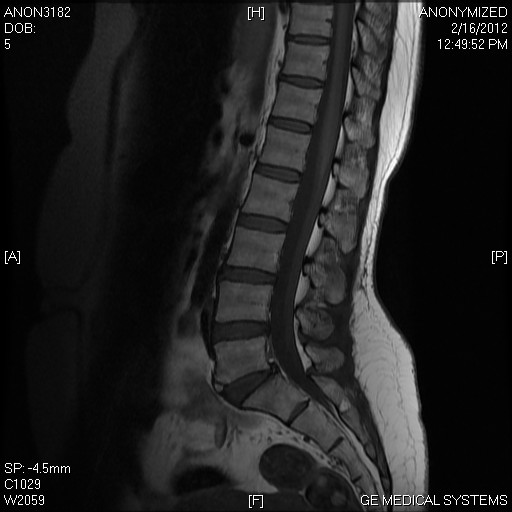
MRT-Schnittbild aus einer sagittalen Schichtung einer menschlichen Lendenwirbelsäule

In der Radiologie und besonders der tomographischen Bildgebung spielen Sagittalschnitte als in einer Sagittalebene aufgenommene oder rekonstruierte Bilddaten eine wichtige Rolle. Aus der tomographischen Untersuchung solcher Ebenen ergeben sich die sagittalen Schichtungen, die den Körper eines untersuchten Patienten so darstellen, dass sich von der einen zur anderen Seite aufeinanderfolgende Schichten betrachten lassen.
Sagittalschnitte werden auch bei der Ultraschallmessung beispielsweise der Nackentransparenz im Rahmen der Pränataldiagnostik oder zur Darstellung der Wirbelsäule mit der Magnetresonanztomographie (MRT) oder der Computertomographie (CT) angewendet.